# مونتيلوكاست
مونتيلوكاست صوديوم  (بالإنجليزية: Montelukast sodium)‏ هو عقار دوائي مخصص للوقاية وللعلاج المزمن بمرض الربو لدى البالغين والاطفال من سن سنتين وأكثر. يقوم المونتيلوكاست صوديوم بحصر نشاط مواد كيميائية تدعى الليكوترينات (اللوكوترايينات)، والتي تلعب دورا هاما في الاستجابات الارجية والالتهابات. حصر هذا النشاط يمنع انقباض القصبات الهوائية ويحسن من الأعراض الرئيسية لمرض الربو (السعال، صعوبة وضيق في التنفس، ضغط في الصدر).
مونتيلوكاست صوديوم غير معد لعلاج نوبات الربو الحادة، وله فاعلية فقط عندما يتم تناوله بشكل دائم ومنتظم. كما أنه لا يشكل بديلا للادوية سريعة التاثير التي تستخدم في نوبات الربو الحادة مثل الفنتولين (سالبوتامول). هذا الدواء ناجع أيضا لعلاج الحساسية الموسمية، مثل حمى الكلا (التهاب الأنف).

## الأشكال الصيدلانية
أقراص، أقراص قابلة للمضغ.

## الجرعة
مرة في اليوم، قبل النوم.
- الأطفال الذين تتراوح اعمارهم بين سن 2 - 5 سنوات: 4 ملغم (قرص واحد) في اليوم.
- الأطفال الذين يبلغون سن 6 - 14 سنة: 5 ملغم (قرص واحد) في اليوم.
- البالغين: 10 ملغم (قرص واحد) في اليوم.

## بداية الفعالية
2 - 4 ساعات.

## مدة الفعالية
24 ساعة.

## تغذية
لا توجد تقييدات.

## نسيان الجرعة
يجب تناول الدواء فورا عند التذكر. إذا اقترب موعد تناول الجرعة التالية، لا تتناول الجرعة التي نسيتها، وقم بتناول الجرعة التالية كالمعتاد. يجب عدم تناول جرعة مضاعفة.

## وقف الدواء
يجب عدم التوقف عن تناول الدواء دون استشارة الطبيب. قد تظهر الأعراض من جديد.

## جرعة زائدة
لا داعي للقلق عند تناول جرعة اضافية عن طريق الخطا. لكن إذا لاحظت ظهور اعراض خاصة، أو إذا تناولت جرعة اضافية كبيرة، يجب ابلاغ الطبيب.

## تحذيرات
- أثناء الحمل:

لم تظهر الأبحاث التي اجريت على الحيوانات، حدوث اضرار لاجنة الحيوانات. لا توجد معلومات كافية حول تاثيرات استخدام الدواء عند البشر. لا ينصح باستعمال هذا الدواء خلال فترة الحمل. (B)
- الرضاعة:

لم يثبت ان استعمال الدواء امن للمرضعات. لا ينصح بتناوله.
- الأطفال والرضع

لا ينصح باستعماله تحت جيل سنتين، الا بتوصيه من الطبيب.
- كبار السن:

لا توجد مشاكل خاصه.
- السياقة:

لا توجد مشاكل معروفه.
- العملية الجراحية والتخدير:

يجب ابلاغ الطبيب الجراح أو الطبيب المخدر عن استعمال هذا الدواء.

## الآثار الجانبية
- صداع.
- سعال.
- ألم في البطن.
- اضطرابات في الجهاز الهضمي.
- طفح حاك.
- تخدر في اليد أو القدم.
- أعراض مشابهة للإنفلونزا (حمى، قشعريرة، آلام، سعال).

## المصدر
1. 1 2  Drug Indications Extracted from FAERS، DOI:10.5281/ZENODO.1435999، QID:Q56863002
2. 1 2  Inxight: Drugs Database، QID:Q57664317
3. ↑  مونتيلوكاست صوديوم  نسخة محفوظة 03 2يناير4 على موقع واي باك مشين.